# Heiligerlee
Heiligerlee est un village situé dans la commune néerlandaise d'Oldambt, dans la province de Groningue. Le 1er janvier 2006, le village comptait 1 470 habitants.

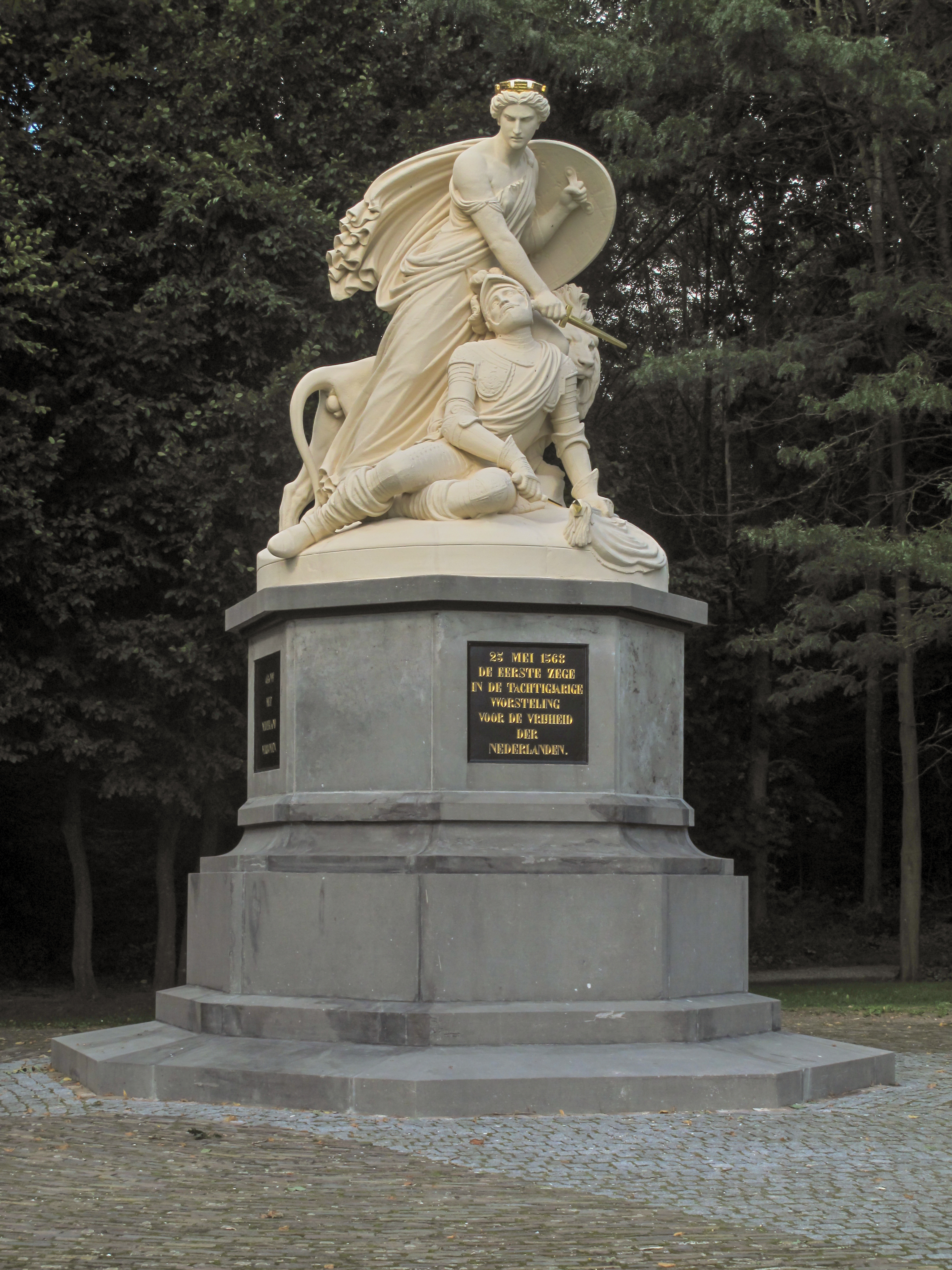
monument aux morts de la Bataille de Heiligerlee

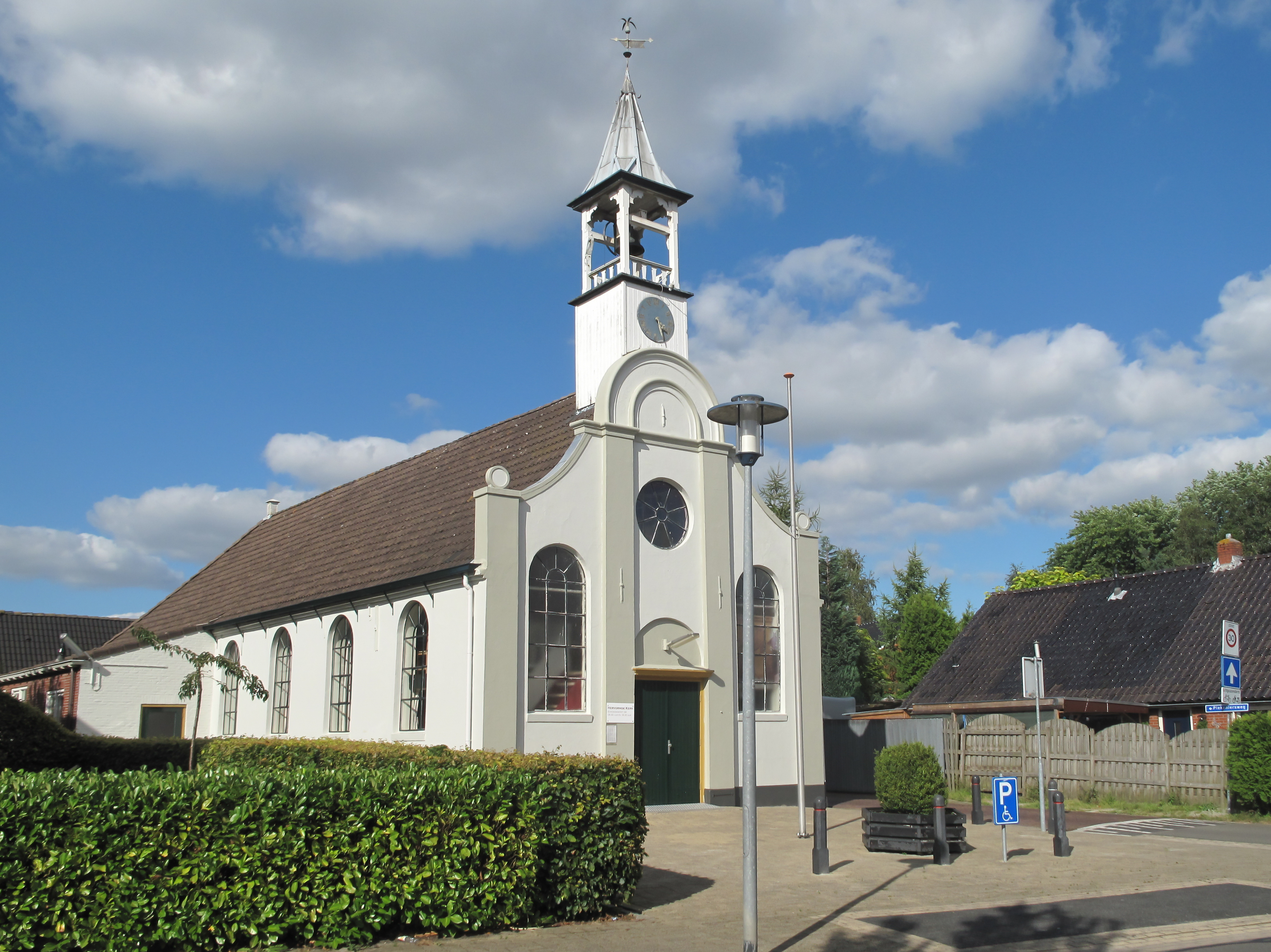
Église du comte Adolf de Nassau

## Histoire
Le 23 mai 1568 eut lieu la Bataille de Heiligerlee, considérée comme l'une des principales batailles qui ont fait débuter la guerre de Quatre-Vingts Ans.